# 123852 Jánboďa
(123852) Jánboďa, denumire internațională (123852) Janboda, este un asteroid din centura principală de asteroizi.

## Descriere
123852 Jánboďa este un asteroid din centura principală de asteroizi. A fost descoperit pe 15 februarie 2001 la Modra de Štefan Gajdoš și Adrián Galád. Asteroidul prezintă o orbită caracterizată de o semiaxă mare de 3,01 ua, o excentricitate de 0,27 și o înclinație de 5,6° în raport cu ecliptica.